# Gisela, hija de Pipino el Breve
Gisela o Santa Gisela (757–810) era hija de Pipino el Breve y su esposa Bertrada de Laon. Era hermana de Carlomagno y Carlomán.

## Biografía
El biógrafo de Carlomagno, Eginhardo, afirma que Gisela se había dedicado a la religión desde su infancia. Se convirtió en monja en la abadía de Chelles, donde con el tiempo llegó a convertirse en abadesa. Con tal cargo, supervisaba uno de los scriptoria de monjas más prolíficos activos en los siglos VIII y IX.
Según Eginhardo, se llevaba bien con su hermano Carlomagno, quien "la trataba con el mismo respeto que le tenía a su madre". Murió en 810 en el convento en el que había vivido la mayor parte de su vida.
Dado lo activo del scriptorium de la abadía, se discute si pudo haber desempeñado un papel importante en el renacimiento carolingio. También intervino en la reconstrucción de la iglesia de Santa María de Chelles y en la construcción de una biblioteca, de acuerdo con una carta de Alcuin, en la que la anima y muestra su intención de enviarle a su pupilo y amigo, Fredegisus, para que la ayudase.
Carlomagno y su esposa Hildegarda llamaron Gisela a su hija. Gisela la joven pudo haber vivido de 781 a 808, pero poco más se sabe de su vida.